# Josef Kohns
Josef Kohns (* 8. November 1900 in Koblenz; † 28. Oktober 1988 in Bornheim) war ein deutscher Jurist und Politiker (CDU).

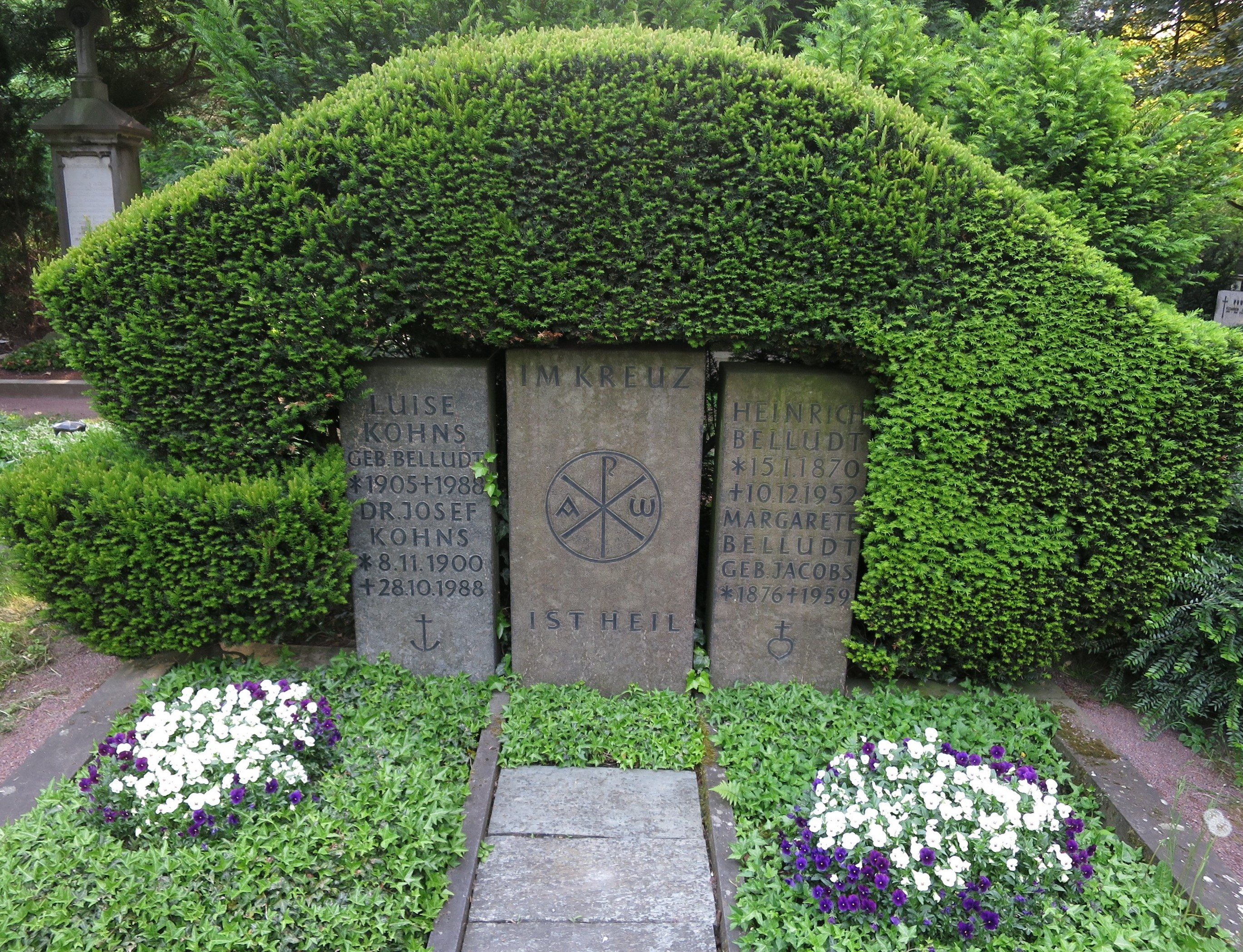
Grabstätte der Familie Belludt

## Werdegang
Kohns war von 1949 bis 1952 Bürgermeister von Bad Kreuznach. 1951 wurde er Landrat des Landkreises Mayen. Bei der Landtagswahl am 31. März 1963 wurde er in den Landtag von Rheinland-Pfalz gewählt. Später war er Präsident des Sparkassen- und Giroverbandes Rheinland-Pfalz.
Kohns wurde im Familiengrab seiner Frau Luise geb. Belludt auf dem Kölner Friedhof Melaten (Flur 58 Nr. 76) beigesetzt.

## Ehrungen
- 1967: Verdienstkreuz 1. Klasse der Bundesrepublik Deutschland
- 1968: Großes Verdienstkreuz der Bundesrepublik Deutschland